# 비스와-오데르 공세
비스와-오데르 공세(러시아어: Висло-Одерская операция)는 1945년 1월부터 1945년 3월까지 진행된 소련의 군사 작전으로, 독소 전쟁의 우측 전선에 벌어졌다. 게오르기 주코프가 이끄는 제1벨라루스 전선군과 이반 코네프가 이끄는 제1우크라이나 전선군이 나치 독일의 A 집단군과 맞서 싸웠다. 비스와-오데르 공세 동안, 소련군은 전선 서쪽의 폴란드 영토를 점령한 뒤 오데르강의 좌안에 있는 교두보를 점령했고, 이 교두보는 나중에 베를린 공방전 때 사용되었다. 소련군은 20일 동안 하루에 20km에서 30km씩 진격하고 있었다. 비스와-오데르 공세 동안 소련군은 7개의 요새화된 방어선을 돌파했고, 2개의 큰 강을 건넜다.
비스와-오데르 공세를 통해 소련군은 베를린을 점령할 수 있는 기회를 얻었다. 하지만 지나치게 빠른 진격으로 인한 후방 소탕 문제, 병참 문제, 그리고 포메라니아에 주둔한 독일군과의 교전 등으로 게오르기 주코프는 베를린으로 진격하는 것을 멈추었다. 이로 인해 1945년 4월이 되어서야 소련군은 베를린에 대한 공세를 펼칠 수 있었다.

## 배경
1945년 1월까지 독일군은 심각한 상황에 놓여 있었다. 헝가리와 동프로이센에서 치열한 전투가 벌어졌고, 서부 전선에서도 서서히 후퇴하고 있었다. 이아시-키시뇨프 공세에서 소련군은 독일에게 전략적으로 중요한 플로에슈티 유전 지대(루마니아)를 점령하여 독일군의 전력에 영향을 미쳤다. 연합군의 폭격으로 독일 산업은 큰 피해를 입었으며, 공군은 거의 전멸했고 인적 자원도 소진된 상태였다. 그럼에도 불구하고, 1944년 12월 독일군은 서부 전선에서 대규모 공세인 벌지 전투를 시작하며 전쟁의 흐름을 바꾸려는 마지막 시도를 했다.
붉은 군대는 비스와강 뒤쪽에 위치를 잡았고, 여름 공세가 끝나기 전 강 서쪽의 몇몇 교두보를 점령한 후 거의 반년 동안 이 교두보들을 지키고 있었다. 1944년 가을과 겨울 동안 병력과 장비를 보강하며 공세를 준비했고, 독일군 또한 방어를 준비하며 폴란드 전역에 걸쳐 남북으로 여러 방어선을 구축했다. 1944년 11월 28일, 최고사령부는 바르샤바-라돔 방면의 독일군 집단을 격파하라는 지시(지령 번호 220275)를 제1벨라루스 전선군 사령관에게 내렸다.
소련군은 제1, 제2, 제3벨라루스 전선군과 제1우크라이나 전선군을 동원한 대규모 공세를 계획했고, 목표는 독일군을 오데르강으로 몰아내는 것이었다. 독일 육군참모총장 하인츠 구데리안 상급대장은 이 작전 준비 상황을 여러 차례 아돌프 히틀러에게 보고했지만, 히틀러는 이를 소련의 선전이라고 여기며 믿지 않았다.

## 같이 보기
- 베를린 전투
- 오데르-나이세 공세